# بازتاب امروز
بازتاب امروز یک وبگاه خبری به زبان فارسی است که در زمینه‌های سیاست، فرهنگ، اقتصاد، جامعه، ورزش، چندرسانه‌ای و بین‌الملل از سال ۱۳۹۰ فعالیت می‌کند. اداره این سایت به عهده جمعی از دست اندرکاران وبگاه بازتاب اولین سایت خبری ایرانی است که در اسغند ۱۳۹۰ از سوی دولت فیلتر و بسته شد. 
بعدها دست اندرکاران این وبسایت دو دسته شدند که گروهی وبگاه تابناک را راه‌اندازی کرده و عده دیگر سایت آینده نیوز را ایجاد و مدیریت کردند. دست اندرکاران سایت آینده نیوز پش از فیلترینگ آن به تأسیس سایت فعلی بازتاب امروز روی آوردند. علی غزالی مدیر مسئول، سید عمار کلانتری سردبیر و فؤاد صادقی و مهدی خرم دل از اعضای هیأت تحریریه این سایت هستند، این وب سایت در سال۱۳۹۴با مدیریت "سید طبیب تقی زاده"برای دومین بار فعالیت خود را آغاز کرد، که در۱۹بهمن همان سال به دستور کمیته فیلترینگ از دسترس خارج وتیم تحریریه بازتاب بازداشت شدند.
بازتاب امروز به‌طور مستقل اداره می‌شود، در داخل ایران اداره می‌شود و در دسته بندی‌های سیاسی امروز ایران "اصولگرای منتقد دولت" محسوب می‌شود به عنوان افرادی که به نتایج انتخابات ریاست جمهوری ۱۳۸۸ و اتفاقات بعد از آن معترض هستند اما همچنان موافق گفتمان کلی و نظامِ جمهوری اسلامی هستند.

## اخبار مهم
سایت بازتاب اخبار مهم و دسته اولی را در فضای مجازی فارسی زبان منتشر کرد که غالباً با سکوت خبری، تاییدهای تلویحی یا تکذیب‌های نه چندان مستحکم همراه بود، از جمله می‌توان به موارد ذیل اشاره کرد:
- انتشار مطلبی جنجالی از سوی این وبگاه در اسفند ۱۳۹۰ که طی آن عنوان شده بود دولت ایران قراردادی با دولت چین منعقد ساخته که درآمد حاصل از فروش نفت ایران به عنوان وثیقه ال سی‌های ایرانی در اختیار چین باشد بازتاب‌هایی در رسانه‌های فارسی داشت و اندکی بعد سایت فیلتر شد. در این خبر ادعا شده بود که ایران امتیازات مالی بسیار زیاد و غیر منصفانه‌ای به دولت چین داده که بعدها در جامعه مجازی از آن به ترکمانچای نفتی یا ترکمانچای ارزی تعبیر شد. [۲]
- سایت بازتاب مطالب زیادی پیرامون فعالیت‌های اقتصادی شبهه دار افراد زیادی از جمله زنوزی، انصاری اسپانسر استقلال، هدایتی مالک سابق استیل آذین، آریا و گروه مه آفرید امیرخسروی، متقی، آقازاده همدانی، پهلوان و ایروانی، مرتضی حیدری مجری معروف تلویزیون، سید حسن میرکاظمی از نیروهای لباس شخصی و صادق محفوظی فرزند آیت الله محفوظی منتشر کرد که بسیاری از آن‌ها برای اولین بار در محیط وب فارسی ورود پیدا کردند.[۳] [۴] [۵]
- سایت بازتاب برای اولین بار در رسانه‌های فارسی زبان مطلبی با عنوان "چگونه می‌توان در ایران یک شبه مولتی میلیاردر شد؟" در مورد بابک زنجانی منتشر کرد و او را "یکی از بزرگترین و ناشناخته‌ترین پدرخوانده‌های اقتصاد ایران" و کمی بعدتر "بزرگترین رانت خوار ایران" لقب داد که در پی تصاحب بانک پارسیان است.[۶] [۷] [۸]
- کمی بعدتر گزارشی از فروش میلیون‌ها بشکه نفت ایران با دلالی بابک زنجانی و با ضرر هنگفت (حداقل نهصد و حداکثر هزار و دویست میلیارد تومان بر مبنای محاسبه قیمت ارز) برای خزانه کشور منتشر کرد که باعث موضعگیری و تکذیب زنجانی شد. در این گزارش بازتاب تأکید کرد که زنجانی یک محموله نفتی به ارزش بالغ بر دو میلیارد دلار شامل دوازده کشتی نفت کش از وزارت نفت تحویل گرفته و در ازای آن ال سی یا ضمانتامه بانکی را تحویل داده است که متعلق به بانک خودش در مالزی و بسیار بالاتر از ارزش خود بانک بوده‌است. بعداً با فروش نقت به قیمت بشکه‌ای حدود ۱۱۰ دلار، تنها ۹۰ دلار از قیمت هر بشکه به خزانه کشور بازگردانده است. زنجانی این گزارش را تکذیب کرد و گفت که بانکش در مالزی معتبر بوده و نفت را هم به صورت قانونی فروخته است. [۹]
- بازتاب در مطلبی از توقف معامله چند صد میلیارد تومانی بابک زنجانی برای با سعید مرتضوی برای در اختیار گرفتن برخی از شرکت‌های تامین اجتماعی خبر داد که این معامله در جریان انتشار فیلم فاضل لاریجانی هم ذکر شده بود.[۱۰] [۱۱]

در این گزارش بازتاب اعلام کرد که بابک زنجانی به دلیل تعقیب بین‌المللی به ایران مراجعت کرده‌است که البته در سایت اینترپل نامی از زنجانی دیده نمی‌شود. . بنابراین زنجانی اگرچه توسط اتحادیه اروپا تحریم شده اما در تعقیب مجرمانه بین‌المللی نیست.
- بازتاب امروز در اردیبهشت ماه 1392 در خبری جنجالی اعلام کرد که بر مبنای شنیده‌هایی از اطرافیان مشایی، احمدی نژاد نواری در دست دارد که اثبات می‌کند 8 میلیون رای در انتخابات سال 88 به نفع او جابجا شده‌است که در صورت رد صلاحیت مشایی از سوی شوران نگهبان به عنوان سند تقلب در انتخاباتی که خود برای بار دوم به عنوان رییس دولت در آن انتخاب شده بود را افشا خواهد کرد. دفتر احمدی نژاد این خبر را تکذیب کرد و سپس سایت بازتاب امروز برای چندمین بار از دسترس خارج شد.[۱۳]

## فیلترینگ و نامه نمایندگان مجلس
سایت بازتاب بعد از انتشار خبر ترکمانچای نفتی فیلتر و از دسترس عادی کاربران داخلی خارج شد. در فروردین ۱۳۹۱ تعداد ۵۰ تن از نمایندگان مجلس در نامه‌ای به وزیر فرهنگ و ارشاد خواستار رفع فیلترینگ این سایت شدند. در این نامه آمده بود: 
سایت «بازتاب امروز» که از رسانه‌های پرمخاطب داخلی می‌باشد، به دلیل انتقاد از قرارداد ارزی که سه سال قبل بدون اطلاع مجلس شورای اسلامی بین دولت‌های ایران و چین منعقد شده‌است، بدون دستور قضایی و با رای دستگاه‌های دولتی فیلتر گردیده‌است.
از دولت محترم و وزارت فرهنگ و ارشاد اسلامی به عنوان متولی فضای رسانه‌ای کشور انتظار می‌رود سعه صدر بیشتری نسبت به انتقادات داشته باشد و رسانه‌هایی که نسبت به روشنگری و اطلاع رسانی سازنده در افکار عمومی و دفاع از منافع ملی می‌پردازند را مورد حمایت قرار دهند تا زمینه افزایش اثرگذاری رسانه‌های بیگانه بر جامعه فراهم نگردد و در همین راستا این رسانه نیز رفع فیلتر گردد.
این سایت اندکی بعد رفع فیلتر اما مجدداً فیلتر شد.

## اتهام‌ها
- روزنامه کیهان در سرمقاله‌های خود بارها به سایت بازتاب انتقاد و حمله کرده و آن را "سایت اجاره ای" و "قتنه گر" لقب داد.
- پس از افشاگری‌های سایت بازتاب پیرامون معاملات نفتی شبهه دار بابک زنجانی با دولت و استفاده‌های زنجانی از تحریم‌ها علیه ایران، بابک زنجانی "بازتاب" را به دریافت پول از منافقین و سلطنت طلبها و اخاذی از خودش متهم کرد. بازتاب هم با تکذیب این ادعا بابک زنجانی و اطرافیانش را متهم کرد که تحریریه بازتاب را برای مذاکره و سازش جهت حذف خبرهایی که در مورد زنجانی کار کرده‌اند به جزیره کیش برای جلسه‌ای دعوت کرده اما سایت بازتاب به آن وقعی ننهاده است. [۱۶]

## حملات سایبری
بازتاب در مدت فعالیت خود با حملات سایبری شدید، غالباً از نوع حمله محروم‌سازی از سرویس با استفاده از سرورهای قوی بیرون از ایران، دست کم سه بار از دسترس کاربران خارج شد که شدیدترین آن مربوط به اسفند ۱۳۹۱ است که به صورت مداوم برای پنج روز سایت کاملاً پایین خط بوده‌است. آخرین اخبار سایت مربوط به افشاگری اقتصادی پیرامون بابک زنجانی و سعید مرتضوی و سید حسن میرکاظمی و سپس افشاگری در مورد فساد اخلاقی مسئولین بالای کشور بود اما هنوز مشخص نیست حملات سایبری با سازمان دهی کدامیک از علاقه‌مندان به حذف بازتاب صورت گرفته‌است. 

## بازگشت بر خط
سایت بازتاب پس از یک دوره حمله سایبری و پایین آمدن از فضای آنلاین، با بهبود و تأمین سرورهای جدید در روز ۹ اسفند ۱۳۹۱ دوباره بر خط شد و اعلام کرد "با انگیزه‌ای مضاعف برای فعالیت علیه مفسدان اقتصادی و سیاسی" به صحنه بازگشته است. در آغاز دوباره فعالیت این سایت در یادداشتی اعلام کرد که دست اندر کاران سایت تحت فشارهای مختلف از جمله تهدید جانی قرار دارند. در این مطلب اشاره شده که سایت بازتاب در ابتدای اسفند ماه ۱۳۹۱ تحت حملات سایبری شدیدی از سرورهای قوی در هندوستان قرار داشته که هزینه‌های بالای چنین حملاتی توسط سران مافیای اقتصادی ایران تأمین شده بود.

## دستگیری مدیر مسول
وبگاه کلمه در اردیبهشت ۱۳۹۲ نوشت که مدیر مسول این سایت علی غزالی بازداشت شده‌است.